# Lee Won-hee
Lee Won-hee (in hangŭl: 이원희; Seul, 19 luglio 1981) è un ex judoka sudcoreano.

## Palmarès

### Olimpiadi
- 1 medaglia:
  - 1 oro (Atene 2004 nei 73 kg)

### Mondiali
- 1 medaglia:
  - 1 oro (Osaka 2003 nei -73 kg)

### Giochi asiatici
- 1 medaglia:
  - 1 oro (Doha 2006 nei -73 kg)

### Campionati asiatici
- 1 medaglia:
  - 1 oro (Jeju 2003 nei -73 kg)